# 조선인민군 공군
조선인민군 공군(朝鮮人民軍 空軍, 영어: Korean People's Army Air Force, KPAAF)은 조선민주주의인민공화국의 공군이다. 구 명칭은 조선인민군 항공 및 반항공군이었으나 개명했다. 현재 사령관은 김광혁 대장, 정치위원은 손철주 상장이다.
병력 11만명, 전투기 820여대, 정찰기(감시통제기) 30여대, 공중기동기 330여대, 직승기(헬리콥터) 300여대, 훈련기 170여대를 보유하고 있다. 항공 및 반항공군사령부 예하에 4개 비행사단과 훈련사단, 헬기여단, 2개의 전술수송여단 및 2개의 공군저격여단, 지상방공부대로 구성되어 있다. 공군기지는 총 70여개인데, 이 중 평시에 항공기가 배치된 기지는 30여개 정도며 지하격납고가 설치된 기지는 15개다. 일부 기지에는 지하 활주로나 기만 활주로와 기만용 모조 항공기들이 설치되어 있다. 신형 전투기 도입 등의 전력 변화 징후는 없다. 2008년에 비해 20여대가 줄어든 것도 추락 등의 이유일 것이다.
한국전과 베트남전에서 사용된 MiG-15, MiG-17(100여기)도 꽤 남아있다. 이런 구형 전투기들은 현대적인 전력으로 평가받지 못하여 일반적으로 전투기 통계에서 제외되며 조선민주주의인민공화국에서는 주로 훈련용으로 사용하고 1998년경 자살 공격용으로 개조하였다. 따라서 실질적인 주력은 MiG-19(100여기), MiG-21(150기, J-7 30기 포함), F-7B(Mig-21의 중국 카피판, 40기), MiG-23(56기)이라고 할 수 있다.

## 역사
1945년 12월 김일성은 평양과 신의주에 있던 항공대를 통합하여 조선 항공대를 창설하고 2년 뒤, 1947년 8월 20일 조선인민군 공군으로 재편성하였다. 조선인민군 공군은 소련의 물자와 전술을 전수 받았으며 한국 전쟁에서 미국 공군의 폭격기를 격추하는 임무를 맡았었다.
90년대 초반 이후 비행기지를 비무장지대 인근으로 이동하여 전진 배치되었다.

## 조직
공군에 소속한 부대나 편제, 주요 기지는 다음과 같다.
| - 평양 방공사령부 - 북서 지구 - 의주 - 24 항공연대 (MiG-21, IL-28 폭격기) - 방현 비행장 - ? 비행전대 (MiG-17, MiG-19, MiG-21 / J-5, F-5/FT-5) - 태천 - 5 수송연대 - 개천시 - 1 항공사단, 35 항공연대 (MiG-19/J-6) - 북창(447부대) - 60 항공연대 (MiG-23ML/MiG-23UB/MiG-15UTI), 5 수송연대(H500D/H500E/500D) - 삼장골 - 6 수송연대 (Mi-2) - 순천 (최정예) - 55 항공연대(1017부대) (MiG-19, Su-25K/Su-25UBK/Su-7BMK, MiG-29A), 458부대(지대공미사일 기지) - 간천 - 6 수송연대 - 서해 평양 지구 - 온천 - 57 항공연대 (MiG-19/J-6/MiG-29A/MiG-29UB) - 황주 - 3 항공사단, 56 항공연대 (MiG-21U/MiG-21PF/J-7, MiG-23 8~9기) - 과일 - 4 항공연대 (F-6/FT-5/MiG-19, MiG-17/J-5) - 태탄 - ? 항공연대 (F-5/FT-5/H-5) - 평양 순안 국제공항 - 고려항공, ? 수송연대(Tu-134B/Tu-154B/Il-62/Il-76MD/Il-14/Il-18/An-24/Tu-204/An-148) | - 비무장지대 - 중화 - 공군사령부 - 곡산 - 86 항공연대 (MiG-21PF/MiG-21U, Q-5, J-7) - 현리 - ? 항공연대 (F-5/FT-5) - 동해 지구 - 함흥 덕산 비행장 - 2 항공사단, 56 항공연대 (MiG-15?17?, MiG-21PF/J-7/F-7) - 정평 선덕 비행장 - ? 수송연대 (Y-5/An-2) - 고원 - 6 수송연대 (Z-5/Mi-4/Mi-8/Mi-17) - 원산 - ? 항공연대 (MiG-19/J-6) - 통천 구읍리 비행장 - MiG-15?17?, MiG-19, MiG-21 - 극동 지구 - 삼지연시 - 8 수송연대 (MiG-15) - 혜산시 - 8 수송연대 (An-2/Y-5) - 황수원리 - 72 항공연대 (A-5/FT-5, MiG-19/J-6) - 길주 - 8 수송연대 (Mi-2) - 어랑 - 8 항공사단(MiG-15UTI/J-2/MiG-15, H-5) - 장진 비행장 - 2 전투비행단 (MiG-21, IL-28) |

## 반항공전력
한국전쟁에서 미군의 압도적인 공군력에 완전히 격파당한 경험 덕분에 조선민주주의인민공화국의 모든 정규군과 준군사조직들은 방공(반항공)에 심혈을 기울인다. 특히 공군이 취약하다보니 방공에 신경을 많이 쓸 수밖에 없다.
1962년부터 SA-2 중거리-저고도 미사일을 주요 도시, 군사시설, 침공 예상 경로에 배치하였다. 50개 포대에 180-240개의 발사기가 배치된 것으로 추정된다. 1985년부터 SA-3 단거리-저고도 미사일을 도입해 평양 근교와 주요 군사시설에 배치하였다.
조선민주주의인민공화국의 방공체계는 공군사령부 예하에 항공기, 지대공미사일, 고사포, 레이다 탐지부대 등으로 통합 구성되어 있다. CIA가 세계 최고의 고밀도 방공망이라고 평가하기도 했는데 세계 최고의 방공망이라는 건 아니고 순수하게 밀도가 세계 최고로 높다는 것이다.
조선민주주의인민공화국의 영공은 4개 구역으로 분할되어 있으며 1차적인 방공임무는 비행사단에 위임되어 있다.
전술 고사포는 지상군 기동부대를 방호하고, 전략 고사포는 주요 도시, 항만, 군수산업시설 등을 방호하기 위해 집중 배치되어 있다. 여기서 고사포는 최대 14,000문 정도로 짐작된다.
고사포의 경우 ZPU-4 14.5mm 4연장 고사기관총, 23mm 2/4연장 고사기관포, M-1939 37mm, S-60 57mm, KS-19 100mm 대공포 등이 있다. ZSU-23-4 쉴카와 같이 장갑차에 자주화된 것도 있다.
평양의 사례를 들면 424곳 중 100mm가 11곳(3%), 57mm 49곳(12%), 37mm 114곳(27%), 14.5mm 250곳(59%)이 발견되었다.
과거에는 SA-1, SA-6을 수입한 기록이 있고 SA-17 500여 발을 가지고 있다.
2010년 10월 10일의 군사 퍼레이드에서 공개된 미사일은 KN-06(조선민주주의인민공화국의명칭 번개 5호)으로 명명되었다. 이 때 자주사격통제장치와 자주위상배열 레이다, 원통형 발사대를 탑재한 발사기가 공개되었다. 전문가들은 이 미사일이 외관상으로 S-300 또는 중국제 FT-2000 지대공미사일 시스템의 조선민주주의인민공화국형으로 추정하고 있다. 중국이 수출용으로 개발한 FT-2000은 최대 수평 사거리가 100km이고 요격 고도는 3~20km에 이른다.

### KN-06
반면 고고도 방공망의 경우 최근까지 약한 것으로 알려져 있었기 때문에 기본적인 작전은 고고도에서 대량의 순항미사일과 활공폭탄으로 방공망을 제압하는 방향으로 수립되었다. 더군다나 대공 미사일을 사용하기 위하여 레이다를 킨다면 HARM 대레이다 미사일을 맞게 되므로 지대공미사일에 대한 방공망은 어느 정도 무력화시킬 수 있다. 그러나 2010년 공개된 S-300 계열 때문에 앞으로는 어떻게 될 지 알 수 없는 상황이다. 조선민주주의인민공화국에서는 이러한 고고도 방공망의 무기체계를 번개라는 호칭으로 분류한다고 한다. 최근 공개된 KN-06은 번개 5호라는 식으로 번개 X호라는 명칭을 사용한다.
2010년 10월 10일의 군사 퍼레이드에서 공개된 미사일은 KN-06(조선민주주의인민공화국명칭 번개 5호)으로 명명되었다. 이 때 자주사격통제장치와 자주위상배열 레이다, 원통형 발사대를 탑재한 발사기가 공개되었다. 전문가들은 이 미사일이 외관상으로 S-300 또는 중국제 FT-2000 지대공미사일 시스템의 조선민주주의인민공화국형으로 추정하고 있다. 중국이 수출용으로 개발한 FT-2000은 최대 수평 사거리가 100km이고 요격 고도는 3~20km에 이른다. 조선민주주의인민공화국이 이를 수입했다면 중국의 기술자가 참여했을 가능성도 있는 것으로 관측되고 있다.

## 장비

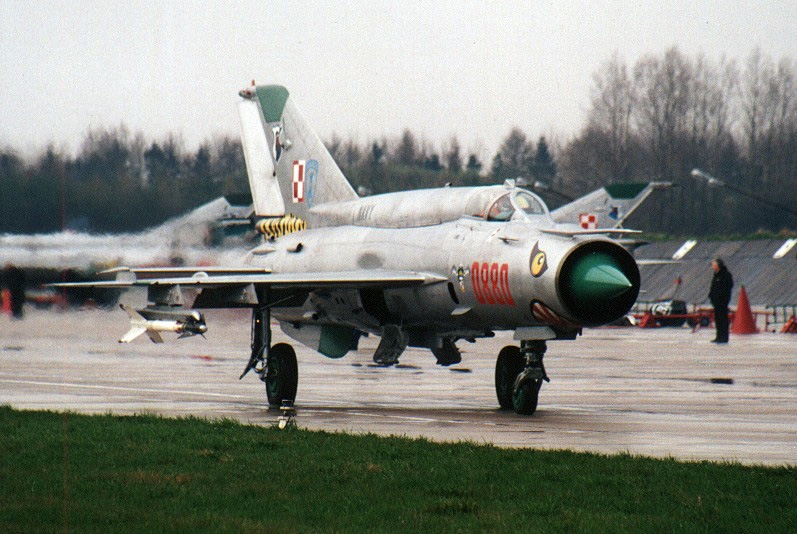
MiG-21bis
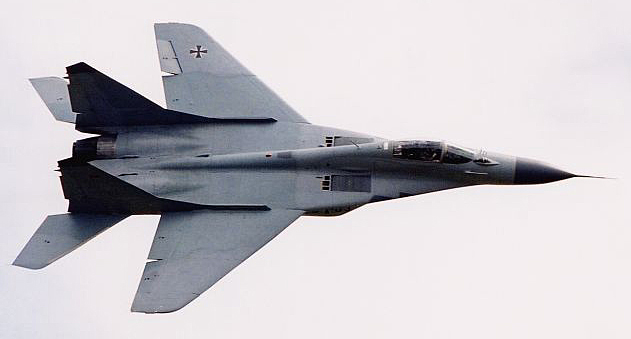
MiG-29
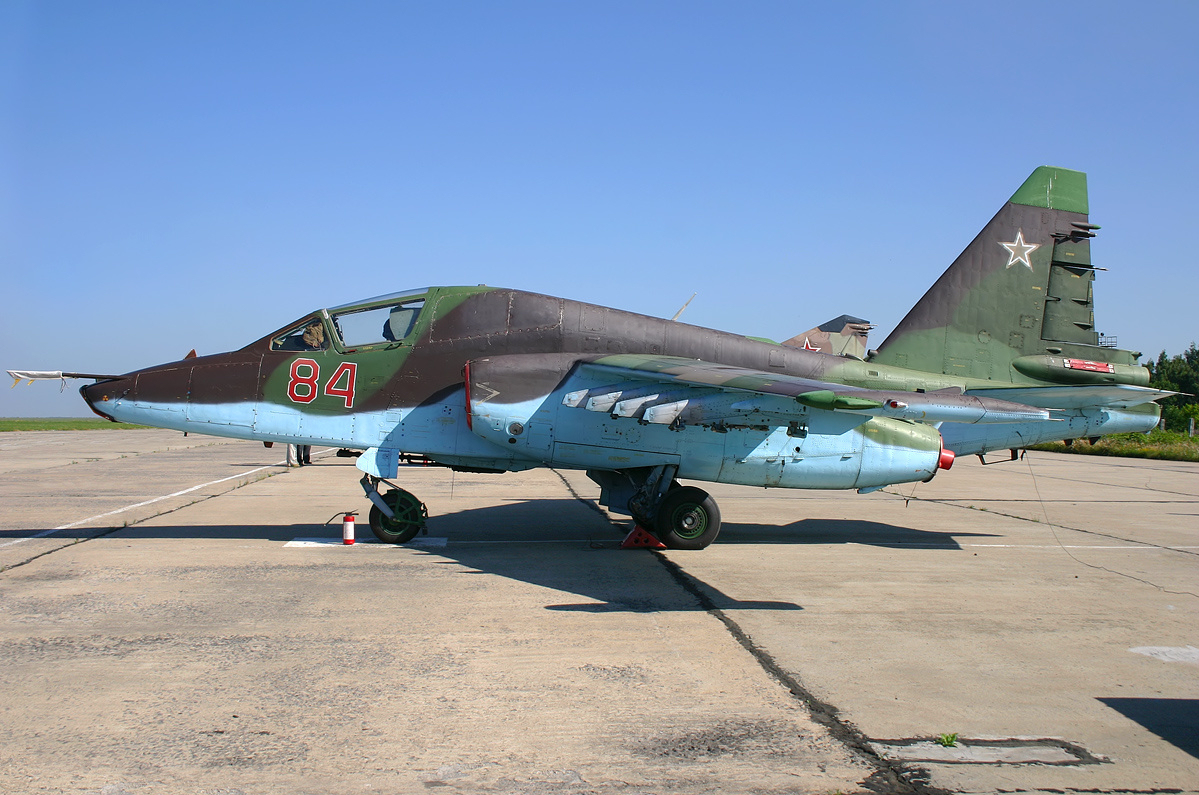
Su-25

### 전투기/전폭기
- MiG-29A/C, MiG-29UB 40대 (채프/플레어 기능 있음, MiG-29 C형은 1999년부터 러시아로부터 입수한 10대의 모델이거나 동구권 국가에서 새로 들여온 것일 가능성 추정. 허나 현재는 24기는 정비불량과 기체결함 및 추락 등으로 명단에만 올라있지 실제로는 보유한 양은 16기정도만 남은 상황이다.) 북한으로선 가장 고성능 전투기이며 주로 평양 공역을 방어하는 방공임무를 맡고있다.
- MiG-23ML 56대 (MiG-23ML은 Mig-23 형의 요격기 형의 후기형, 이 기종을 보유하여 Mig-23ML의 가변익을 수동으로 조종할 수 있으며, MiG-23 Floger를 경량으로 개량화한 기체다. 즉, 기존 기체에 비해 중량을 1.3ton을 줄여서 비행특성을 향상시켜 +8.5G의 선회성능과 높은 추력비를 달성하여 근접 공중전도 충분히 대처 가능한 기종이기도 하다. 이 기체는 구 소련 방공군(PVO)이 운영하던 기체였기 때문에 M형 등에 비해서는 거의 외부로 인도 및 수출이 되지 않았던 기종이다.) F-16급에 비견되는 북한 공군의 실질적 주력으로 북한 전투기 중 가장 자주 조우된다.
- MiG-21F/PF/PFM/bis 150대, 중국제 Chengdu F-7(MiG-21계열) 40대 (MVH5 헬멧 조준기, MiG-21 PFM형은 AA-2 Atol/K-13A 미사일, 127mm 로켓런처 발사기, 23mm Gsh-23 Canon Gun 탑재)
- Shenyang F-6 (MiG-19 계열) 98대
- Shenyang F-5 (MiG-17 계열) 100대

MiG-21기 이하는 노후화되어 침투나 현대 전투기를 대항할 제공능력은 거의 없다. 한국 공군의 퇴역을 앞둔 F-5에게도 밀린다. 하지만 단순히 숫자만은 많아서 나름 방공용으로는 위협이 될 수 있다. 다만 정비가 잘 되어있어도 대한민국 공군의 먹잇감에 불과할 판에 정비부족으로 비행에 적합한 비율은 절반 이하이다.
그러나 대한민국 공군에서도 얼마안가 퇴역할 고물 취급받는 F-4, F-5와 도그파이트로 붙을만한 기체조차 조선인민군공군에서 많은 물량을 보유하지도 못했고, KF-16, F-15K도 이길 수 있는 기체가 거의 없다고 봐야한다. 조선인민군 공군이 보유한 물량을 다합쳐봐야 80대가 채 안된다. 더욱이 대한민국 공군이 도입사업으로 도입한 F-35A 60대 가량은 조선인민군공군이 탐지도 하기 어려우며, 장차 도입할 KFX 120대를 고려해보면 평시에도 정비가 안되어 비전투손실이 빈번한 조선인민군공군이 전시에 대한민국공군상대로 제공권 장악은커녕 요격임무나 제대로 수행가능할지 의문이다.

### 공격기
- Su-25 36대
- Su-7BMK/UMK 18대
- Nanchang A-5C 40대

북한 공군력이 남아있는 초전에서만 유효한 전력이다. Su-25 정도가 1980년대 말에 도입되어 [-10급으로 쓸 만해 평양부근 순천기지 동굴에 배치되어있고 나머지는 도태를 앞둔 구형이다.

### 훈련기
- YAK-18/CJ-5 170/10대
- CJ-6 7대
- 세스나(Cessna) 172 스카이호크(Skyhawk) ??대
- MiG-15 UTI(FT-2) 35대
- MiG-21U 6대
- L-39C(체코제) 12대

### 수송기
- IL-76 3대
- 안토노프 An-24 수송기 6대 - 모두 3000명의 특수부대를 침투시킬 수 있어서 주의해야 한다.
- An-2 300여 대
- 김정은 전용기

### 전술 폭격기
- IL-28 / Harbin H-5 80대

### 헬리콥터
- Mil Mi-24 공격 헬기 20여 대
- Mil Mi-26 대형 수송 헬기 4대
- Mil Mi-8/17 다목적 헬기 20여 대(화력강화형, 헬기 기체에 로켓 발사기를 장착하여 공격헬기로 운용)
- Mil Mi-2 다목적 헬기 140여 대
- Mil Mi-4/Harbin Z-5 중형 수송 헬기 48대
- 500MD 다목적 헬기 80여 대

### 무인 항공기 (UAV)
- 중국제 UV-10 계열
- 중국제 SKY-09 계열
- Pchela - 1T
- VR-3 레이
- 북한제 방현계열

### 지대공 미사일 (SAM)
- SA-2 (화력통제레이다 RSN-75 Fan Song,사정거리 48km)
- SA-3 Goa (통제레이다, 사정거리 13~35km)
- SA-4 Ganef (사정거리 55km)
- SA-5 (S-200V) Gammon(조기경보 레이다, 사정거리 250km)
- SA-6 Gainful (사정거리 24km)
- SA-13 GOPHER (사정거리 5km) 북한 육군에서 주로 운용한다.
- SA-17 Gadfly (사정거리 30km)
- KN-06 (사정거리 100~150km, 수직발사방식) 비교적 최근에 자체 개발한 현대식 고고도 대공미사일로 가장 위협적이다.

### 공대공 유도탄
- AA-2 Atol/K-13A
- AA-7
- AA-8 Aphid/P-60
- AA-10C/R-27 Alamo
- AA-11 Archer/R-73 - 중적외선 유도탄(AA-11/R-73은 러시아의 단거리 공대공 미사일이다. 이 미사일은 조종사의 헬멧에 연동이 되어 적 항공기가 옆에 있더라도 발사가 가능하다. R-73A(초기형)는 탐지거리가 30km이며, 최신형인 R-73M의 사정거리는 40km이다. 단거리 공대공미사일 R-73은 Vympel에서 개발되었으며, 1984년에 실전배치 되었다. R-73은 MIG-23MLD, MIG-29, Su-27, 또한 Mi-24, Mi-28, Ka-50과 같은 헬리콥터에도 장착할 수 있다. 또한 12G까지 견딜 수 있으며 전파방해에도 견딜 수 있도록 설계되었으며 파이어 앤 포겟(Fire and Forget) 기능이 있다.)

## 역대 공군사령관
- 리병철 (정치인)
- 김광혁 (군인)

## 같이 보기
- 조선인민군 육군
- 조선인민군 해군
- 대한민국 공군
- 중국 인민해방군 공군